# Винк, Анемподист Христофорович
Анемподист Христофорович Винк (1812—1888) — офицер Российского императорского флота, участник Крымской войны, обороны Севастополя, контр-адмирал.

## Биография
Анемподист Христофорович Винк родился в 1812 году. Происходил из дворян Херсонской губернии. Грек. Получил домашнее воспитание. 7 декабря 1823 года поступил гардемарином на Черноморский флот. В 1824—1827 годах на шлюпе «Диана» и бриге «Меркурий» крейсировал в Чёрном море. 22 февраля 1828 года произведён в мичманы и переведен на Балтийский флот. На линейном корабле «Сисой Великий» крейсировал в Балтийском море. В 1829 году на брантвахтенном фрегате «Крейсер» был в кампании на кронштадтском рейде. 1 апреля 1830 года прикомандирован к гвардейскому экипажу. В 1831—1832 годах на галете «Торнео» плавал между Петербургом и Кронштадтом. 1 февраля 1833 года произведён в лейтенанты, 8 февраля — переведён в гвардейский экипаж. На корвете «Князь Варшавский» плавал в Финском заливе. В 1835 году на том же корвете плавал с десантными войсками от Кронштадта до Данцига.
8 января 1836 года переведён на Черноморский флот в 37-й флотский экипаж. На линейных кораблях «Адрианополь» и «Императрица Мария» крейсировал в Черном море. В 1837 году на линейном корабле «Императрица Екатерина II» плавал с десантными войсками между Одессой и Севастополем, после чего на линейных кораблях «Анапа» и «Варшава» крейсировал у абхазских берегов. В 1837 и 1838 годах на бриге «Телемак» перешел из Севастополя в Константинополь, а оттуда плавал в Архипелаг и обратно. В 1839 году награждён орденом Святого Станислава 3 степени.
В 1839—1840 годах на линейном корабле «Адрианополь» крейсировал у абхазских берегов. В 1841 году командовал тендером «Луч» у тех же берегов. В 1842—1843 годах, командуя тем же тендером, занимал брантвахтенный пост у Феодосии, а затем крейсировал у абхазских берегов, в 1844 году занимал брантвахтенный пост в Керченском проливе. 6 декабря 1844 года произведён в капитан-лейтенанты. В 1845 году командовал шхуной «Ласточка» у абхазских берегов. В 1846—1848 годах командовал бригом «Фемистокл» там же, после чего перешёл в Константинополь, откуда плавал в Архипелаге и Средиземном море. В 1848—1849 годах на том же бриге плавал у абхазских берегов. 26 ноября 1850 года за 18 морских кампаний награждён орденом Святого Георгия 4 класса (№ 8591).
В 1850—1851 годах командовал корветом «Андромаха» и фрегатом «Мария», плавал у абхазских берегов. 6 декабря 1851 года произведён в капитаны 2 ранга. В 1852—1853 годах командуя тем же фрегатом, плавал по черноморским портам с учениками 2 учебного морского экипажа и черноморской штурманской роты. 9 сентября 1853 года назначен командиром линейного корабля «Двенадцать Апостолов». Принимал участие в Крымской войне. В октябре 1853 года корабль в составе эскадры под командованием вице-адмирала В. А. Корнилова принимал участие в поисках турецкого флота сначала у румелийского, а затем у анатолийского берегов. Из-за открывшейся течи кораблю не удалось выйти на помощь эскадре П. С. Нахимова к Синопу и он находился на ремонте в Севастополе. По завершении ремонта корабль вошёл в состав эскадры, защищавшей севастопольский рейд в ходе обороны Севастополя. С 13 сентября 1854 по 27 августа 1855 года состоял в гарнизоне Севастополя, командовал морским батальоном на 3 дистанции оборонительной линии. Был помощником начальника дистанции, несколько раз ранен и контужен. В 1854 году награжден Знаком отличия беспорочной службы (XXV лет) и орденом Святого Владимира 4 степени с бантом, 6 декабря произведён в капитаны 1 ранга. В 1855 году награждён орденом Святой Анны 2 степени с императорской короной и мечами.
После Крымской войны служил на Балтике. С 1857 года командовал корветом «Вепрь». В начале сентября 1857 года отряд из корветов «Вепрь», «Буйвол» и «Волк» под командованием капитана 1-го ранга А. Х. Винка вышел на усиление Черноморского флота и к концу апреля 1858 года прибыл из Кронштадта в Николаев. В 1858 году пожалован австрийским орденом Франца Иосифа. В 1858—1860 годах командовал 38-м флотским экипажем Черноморского флота. В те же годы был членом комитета директоров Николаевской морской библиотеки. 7 марта 1860 года произведен в контр-адмиралы с увольнением от службы.
В 1863 году, уже находясь в отставке, был признан военным судом виновным в ненадлежащем контроле за расходованием казённых средств в 1857—1859 годах со стороны одного из бывших подчинённых в 38-м флотском экипаже. 26 октября 1863 года Высочайше утверждено представление Морского генерал-аудиториата: «считать А. Х. Винка отрешённым от должности по суду и, не избавляя его от ответственности возмещения растраты, сохранить ему право на получение причитающейся пенсии».
Умер Анемподист Христофорович Винк 10 января 1888 года.

## Семья
Анемподист Христофорович Винк был женат. Имел троих детей:
- Сын — Фёдор (22.01.1850-31.05.1930), в 1915 году поменял фамилию на Юрьев, тайный советник, сенатор, кавалер ордена Святого Александра Невского (1.01.1917). Эмигрировал в Югославию. Умер в Белграде.
- Сын — Николай (1856-после 1909) — служил в 18-м флотском экипаже, генерал-майор с 25.05.1909.
- Дочь — Анна была замужем за одесским юристом, действительным статским советником Дмитрием Егоровичем (Георгиевичем) Стражеско.
  - Внук — Николай Дмитриевич Стражеско (1876—1952), украинский терапевт, организатор науки. Академик АН Украины и АН СССР, член Академии медицинских наук СССР, Герой Социалистического Труда.
    - Правнук — Дмитрий Николаевич Стражеско (1913—1978), советский ученый-физико-химик, специалист в области синтеза и применения пористых веществ и материалов. Доктор химических наук.